# Gwynfor Evans
Gwynfor Richard Evans (ur. 1 września 1912 w Barry, zm. 21 kwietnia 2005) – walijski polityk, deputowany do parlamentu brytyjskiego.
W latach 1945–1981 stał na czele nacjonalistycznej partii walijskiej Plaid Cymru. Był pierwszym reprezentantem tej partii w parlamencie brytyjskim; został wybrany w wyborach uzupełniających w 1966, utracił mandat w 1970 i odzyskał go cztery lata później. Jego groźba strajku głodowego przyczyniła się do uruchomienia kanału telewizyjnego S4C, nadającego w języku walijskim (1982).